# Siemiątkowo Koziebrodzkie (gromada)
Siemiątkowo Koziebrodzkie – dawna gromada, czyli najmniejsza jednostka podziału terytorialnego Polskiej Rzeczypospolitej Ludowej w latach 1954–1972.
Gromady, z gromadzkimi radami narodowymi (GRN) jako organami władzy najniższego stopnia na wsi, funkcjonowały od reformy reorganizującej administrację wiejską przeprowadzonej jesienią 1954 do momentu ich zniesienia z dniem 1 stycznia 1973, tym samym wypierając organizację gminną w latach 1954–1972.
Gromadę Siemiątkowo Koziebrodzkie z siedzibą GRN w Siemiątkowie Koziebrodzkim (w obecnym brzmieniu Siemiątkowo) utworzono – jako jedną z 8759 gromad na obszarze Polski – w powiecie sierpeckim w woj. warszawskim, na mocy uchwały nr VI/10/19/54 WRN w Warszawie z dnia 5 października 1954. W skład jednostki weszły obszary dotychczasowych gromad Pijawnia, Rostowa, Siemiątkowo Koziebrodzkie, Siemiątkowo Rogalne, Wojciechowo i Ziemiany oraz kolonia Siemiątkowo z dotychczasowej gromady Nowopole ze zniesionej gminy Gradzanowo w tymże powiecie. Dla gromady ustalono 17 członków gromadzkiej rady narodowej.
1 stycznia 1959 do gromady Siemiątkowo Koziebrodzkie przyłączono obszary zniesionych gromad: Nowa Wieś (bez wsi Pozga) i Gradzanowo (bez wsi Gradzanowo Włościańskie i Gradzanowo Zbęskie oraz kolonii Gradzanowo-Łąki) w tymże powiecie.
31 grudnia 1959 do gromady Siemiątkowo Koziebrodzkie przyłączono wieś Łaszewo ze znoszonej gromady Krzeczanowo w tymże powiecie.
Gromada przetrwała do końca 1972 roku, czyli do kolejnej reformy gminnej. 1 stycznia 1973 w powiecie sierpeckim utworzono gminę Siemiątkowo Koziebrodzkie (w 2004 zmiana nazwy na gmina Siemiątkowo; od 1999 jednostka znajduje się w powiecie żuromińskim).